# Strickjacke

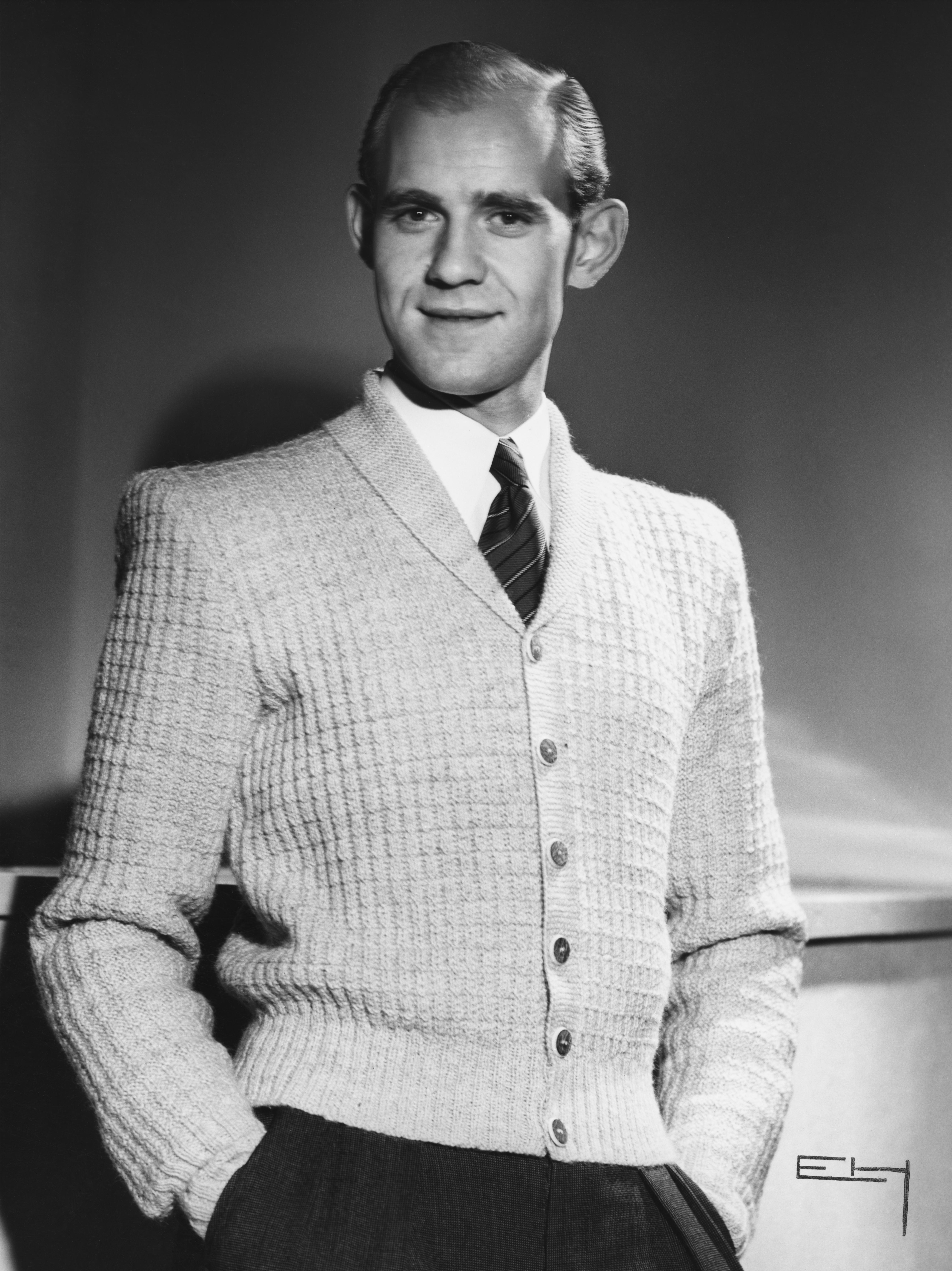
Strickjacke

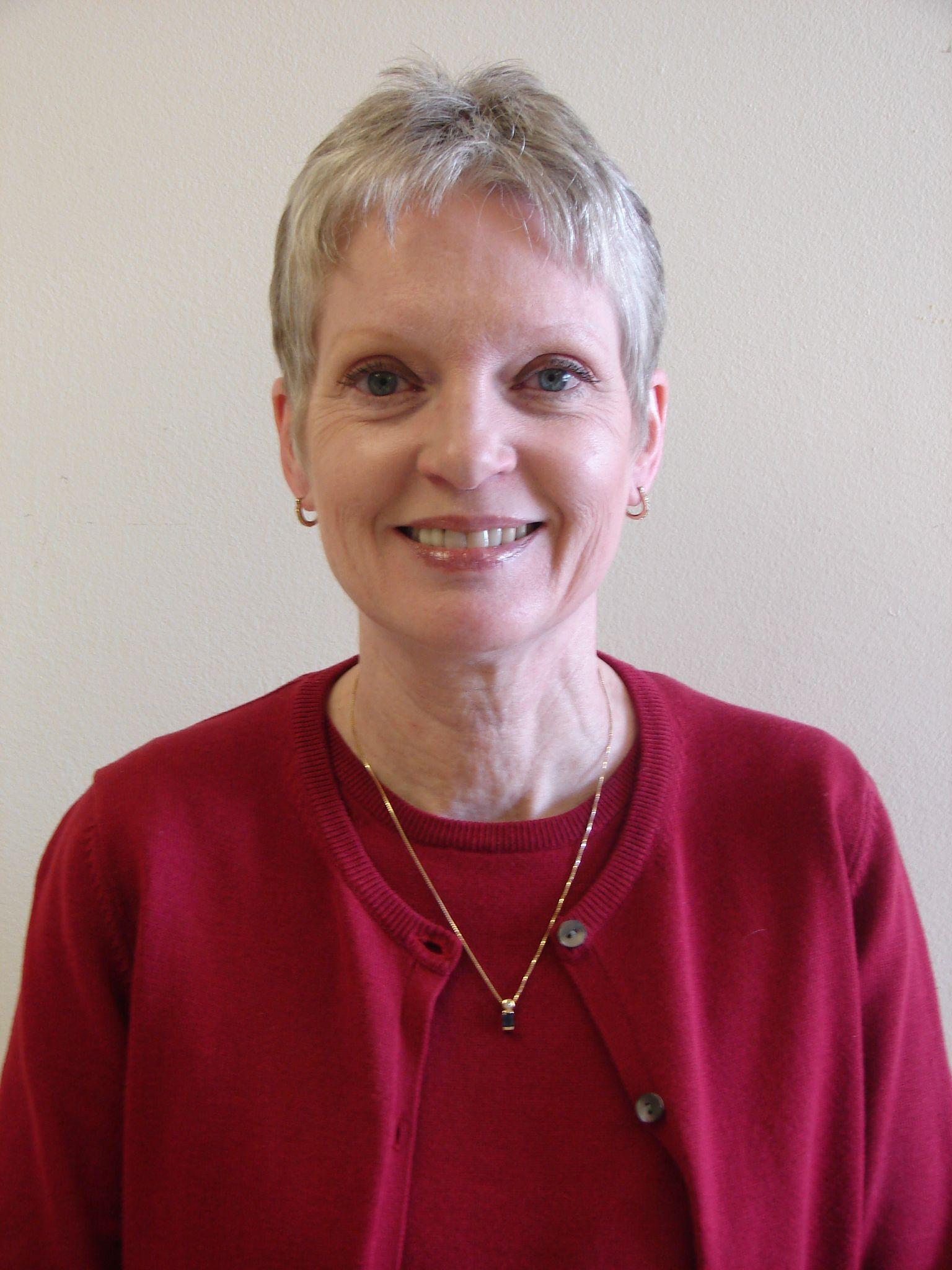
Twinset

Eine Strickjacke, auch Cardigan, regional auch Strickweste genannt, ist eine Jacke aus einem Strickgewirk. Je nach Dicke des Materials und der verwendeten Wollmischung kann eine Strickjacke unterschiedlich stark wärmen. Je nach Schnitt kann sie auch mit einem Schalkragen und aufgesetzten Taschen versehen sein. Bei der klassischen Kombination aus Strickjacke mit einem gleichfarbigen Pullover, wie sie von Frauen getragen wird, spricht man von einem Twinset.
Gegenüber einem Pullover hat die Strickjacke die Vorteile, dass sie geöffnet und damit die wärmende Wirkung leicht reguliert werden kann; auch muss eine Jacke beim An- und Auskleiden nicht über den Kopf gezogen werden.

## Geschichte
Die englische Bezeichnung Cardigan lässt sich auf James Brudenell, 7. Earl of Cardigan (1797–1868) zurückführen. Dieser war ein britischer General im Krimkrieg, berühmt geworden durch die Schlacht bei Balaklawa. Einer seiner Mitkommandeure war Lord Raglan. Die Bekleidungsanforderungen der britischen Truppen führten offenbar zu zahlreichen Innovationen in der britischen Textilindustrie.
Das Kleidungsstück, das der damalige Bundeskanzler Helmut Kohl während seiner als „Strickjackentreffen“ in die Geschichte eingegangenen Begegnung mit Michail Gorbatschow 1990 im Kaukasus trug, gehört zur Sammlung des Deutschen Historischen Museums.
In Spanien und spanischsprachigen Ländern (Lateinamerika) bezeichnet man Damenstrickjacken (insbesondere die typische hochgeschlossene Form der bei klassischen Twinsets verwendeten Strickjacke, siehe Bild) als Rebeca. Dies ist auf den gleichnamigen Film von Alfred Hitchcock zurückzuführen (Rebecca von 1939), in der die Hauptdarstellerin Joan Fontaine eine solche Jacke des britischen Herstellers Pringle, zum Teil in der typischen Kombination als Twinset, trägt. Dieser Film hat diesen damals neu auf dem Markt befindlichen und bis Ende der 1960er Jahre topmodischen Stil weltweit bei Frauen populär gemacht.